# Torricella-Taverne
Torricella-Taverne é uma comuna da Suíça, no Cantão Tessino, com cerca de 2.897 habitantes. Estende-se por uma área de 5,23 km², de densidade populacional de 554 hab/km². Confina com as seguintes comunas: Alto Malcantone, Bedano, Lamone, Origlio, Ponte Capriasca, Sigirino.
A língua oficial nesta comuna é o Italiano.